# Хой (остров)
Хой (англ. Hoy, от др.-сканд. há-øy, означающего высокий остров) — второй по площади среди Оркнейских островов, расположенных у северного берега Шотландии. Известен прежде всего по находящемуся на его северо-западном берегу кекуру (скале) Олд-Ман-оф-Хой.

## Географические данные

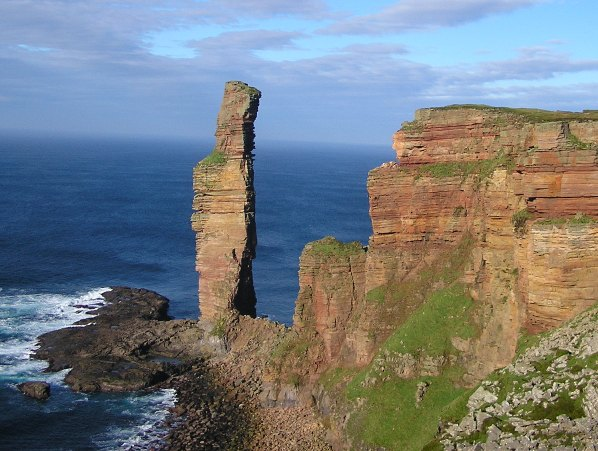
Вид на Олд-Ман-оф-Хой с юга

Хой расположен к юго-западу от главного острова архипелага Мэйнленда, от которого отделен проливом Хой-Саунд (англ. Hoy Sound) и заливом Скапа-Флоу. К югу через пролив Пентленд-Ферт лежит самая северная точка острова Великобритания мыс Даннет-Хед. К юго-востоку от Хоя расположен остров Саут-Уолс (англ. Sauth Walls), который соединен с Хоем дамбой. До сооружения дамбы острова соединялись перемычкой, но только во время отлива. В связи с этим Саут-Уолс часто рассматривают как полуостров.

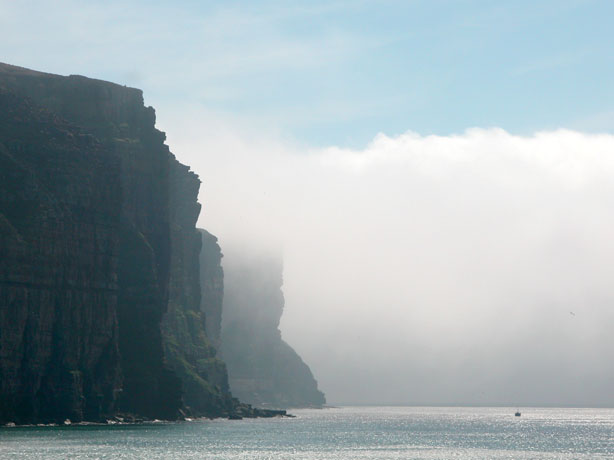
Скалы на Хое

Площадь Хоя (без Саут-Уолс) составляет 134,68 км², что делает его вторым среди Оркнейских и 18-м среди всех Британских островов. Хой горист, его высшая точка на холме Уорд-Хилл (англ. Ward Hill) на северо-западе острова составляет 479 м над уровнем моря и является высшей для всего архипелага. Берега в основном скалисты, в районе утеса Сент-Джонс-Хед (St John's Head) на северо-западе обрывы достигают 350 метров высоты, что делает их одними из самых высоких береговых скал на Британских островах (выше только на островах Сент-Килда к западу от Внешних Гебрид).

## Природа
Хой в основном покрыт вересковыми пустошами, хотя на нём находится самый северный на Британских островах натуральный, не посаженный лес. Северная часть острова представляет собой национальный парк, в связи с важностью этого места для гнездования птиц.
На острове был впервые найден печёночный мох Anastrepta orcadensis, получивший своё видовое латинское название в честь островов.

## История и достопримечательности

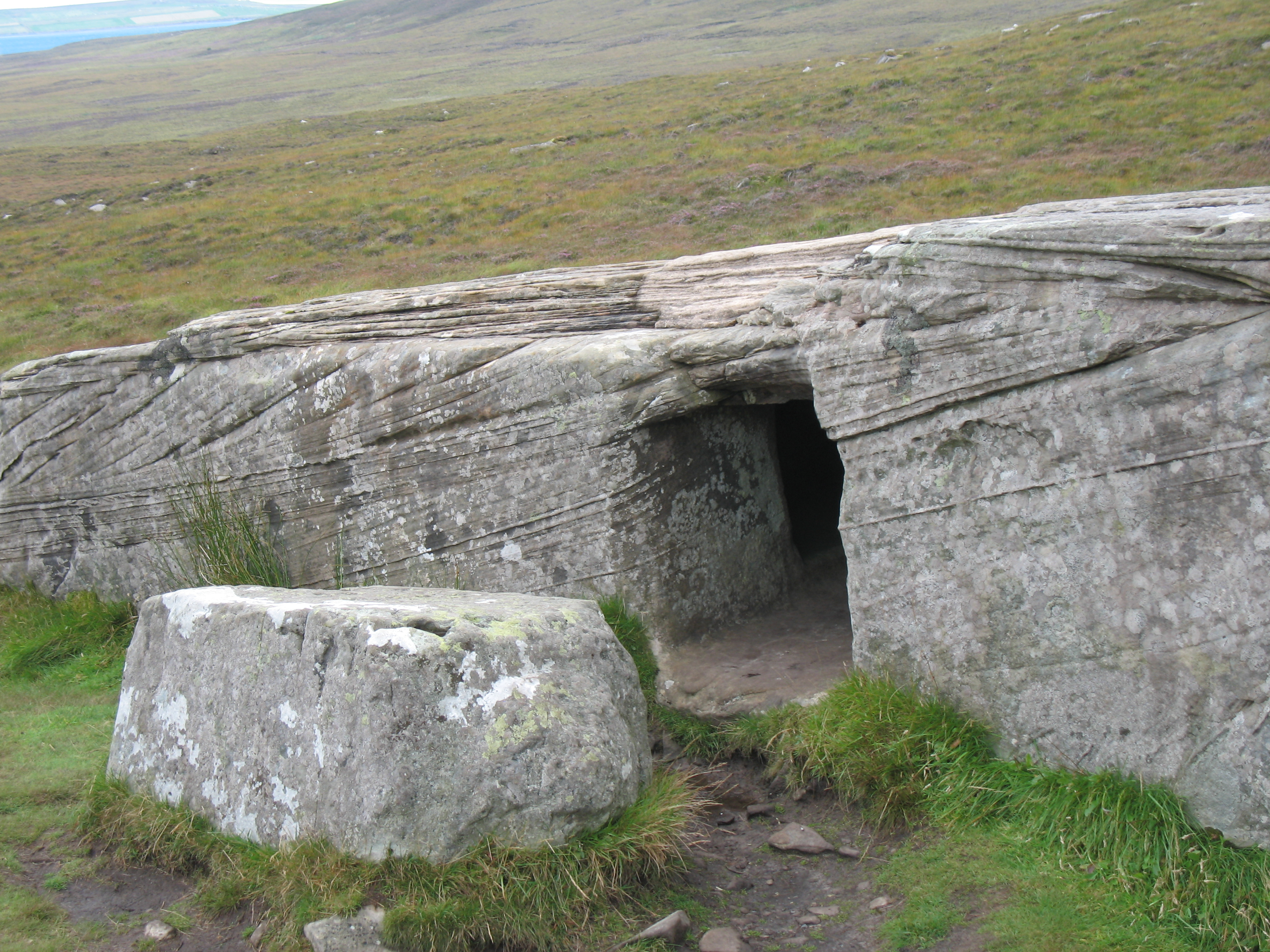
Могильник Дворфи-Стейн

Уникальный для северной Европы могильник Дворфи-Стейн в северной части Хоя доказывает, что как и другие Оркнеи Хой был населен уже в эпоху позднего неолита, в середине III-го тысячелетия до н. э.
В середине I-го тысячелетия н. э. Оркнеи находились в составе пиктского королевства, а после этого подвергались кельтскому влиянию. Однако каких-либо памятников этой эпохи на Хое не сохранилось.
Начиная с VIII века н. э. на Оркнейских островах появляются викинги, а в 875 г. они были официально присоединены к Норвегии. Владычество норвежских королей продолжалось вплоть до 1468 г., когда острова были присоединены к Шотландии. Подавляющее большинство географических названий на Хое имеет скандинавское происхождение. Кроме этого, Хой отождествляется с островом, на котором согласно скандинавской мифологии проходит вечная битва между Хёгни и Хедином.
На острове находится самая северная из башен Мартелло, сооружённых по всей Британской империи в первой половине XIX века, во времена Наполеоновских войн. Однако, она никогда не была проверена в бою. Еще одна такая башня находится неподалёку на Саут-Уолс, в ней открыт музей.
В первой половине XX века, в частности во время первой и второй мировых войн, соседняя бухта Скапа-Флоу использовалась как важная база британского военного флота. Большое количество зданий и сооружений в Лайнессе (англ. Lyness) всё ещё напоминают об этом. Также, в посёлке находится специализированный музей.

## Население
Население острова на 2001 год составляло 272 человека. Оно сосредоточенного в основном в деревне Лайнесс (англ. Lyness) на востоке острова.

## Транспорт
Остров соединен с Мейнлендом и другими близлежащими островами двумя паромными переправами. Маршрут первой идет от деревни Линкснесс на севере острова ко второму по величине городу архипелага Стромнессу (с заходом на Грамсей). Другая соединяет Лайнесс и близлежащий небольшой остров Флотта с Хаутоном на юге главного острова.
Вдоль западного скалистого берега, на котором расположен Олд-Ман-оф-Хой, проходит морской путь Терсо — Стромнесс, один из основных маршрутов паромов на Оркнейские острова с основной части Великобритании.

## В культуре
На Хое проходили съёмки клипа на известную песню «Here Comes the Rain Again» британского дуэта Eurythmics.